# De institutione clericorum
Das Werk De institutione clericorum („Von der Ausbildung der Geistlichen“, „Lehrbuch für angehende Geistliche“) stammt vom bedeutenden karolingischen Gelehrten, Fuldaer Abt und Mainzer Erzbischof Rabanus Maurus (etwa 780–856) und ist ein Frühwerk des „Lehrers Germaniens“, sein „pastoralliturgisches Handbuch“.
Das Werk fußt auf der „christlichen Lehre“ des Augustinus († 430), auf dem Pastoralhandbuch Papst Gregors des Großen (590–604) und auf den „kirchlichen Ämtern“ und den Etymologien des Isidor von Sevilla († 636). Es ist, wie aus dem Vorwort zu entnehmen ist, unterteilt in drei Bücher:
- 1. Buch: Kirchliche Ämter, priesterliches Gewand; Taufe, Eucharistie, Ablauf der Messe.
- 2. Buch: Liturgie des Stundengebets; Fasten, Beichte und Buße; Kirchenfeste, Lesungen, Gesang; katholischer Glauben.
- 3. Buch: Heilige Schrift; heidnisch-antike Überlieferung; Predigt.

Das Werk hatte den Rang eines pädagogischen Gesetzbuches und gilt als die erste Theorie einer vollständigen geistlichen Erziehung. Als zentrale Voraussetzung der Seelenführung bezeichnete Maurus darin den Geist der Liebe, denn ohne wahrhafte Hingebung seien weder die Wissenstüchtigkeit und Weisheit, noch die Lauterkeit des Wandels möglich, die der ideale Lehrer in sich vereinige. Gleichermaßen wichtig veranschlagt Maurus aber die mit allen Mitteln durchzusetzende Zucht, die auf demselben Gehorsam beruht, der auch in der Ordensregel an erster Stelle steht, wobei rohe Gewalttätigkeit und terroristische Disziplin allerdings zurückzuweisen seien.

## Einzelnachweis
1. ↑  Gustav Baur: Die christliche Erziehung in ihrem Verhältnisse zum Judentum und zur antiken Welt. In: K. A. Schmid, Georg Schmid (Hrsg.): Geschichte der Erziehung vom Anfang an bis auf unsere Zeit. 2. Band. Cotta, Stuttgart 1892, S. 203 f. (vollständige Online-Version in der Google-Buchsuche-USA)